# 西陶恩阿爾卑斯山脈

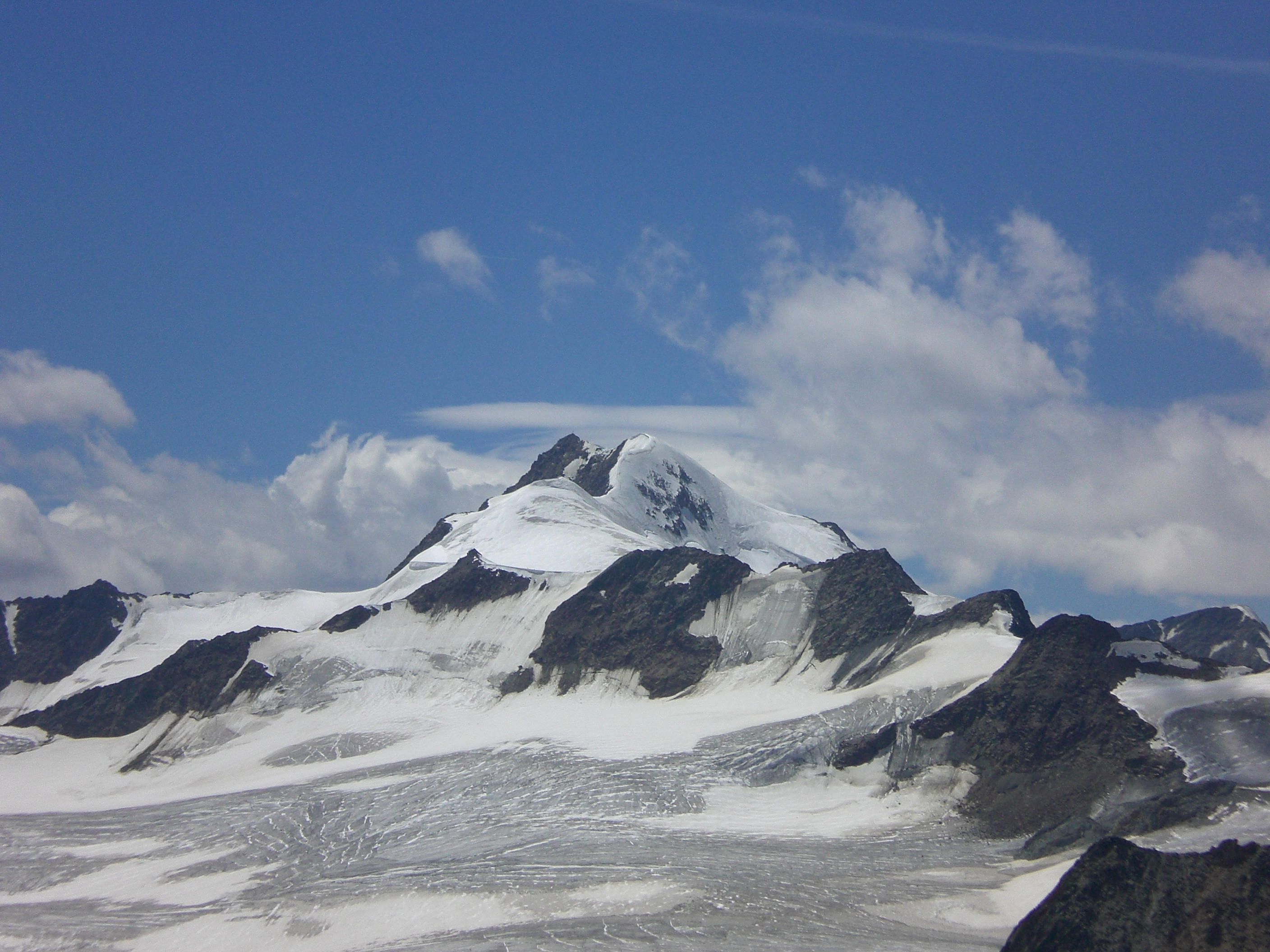

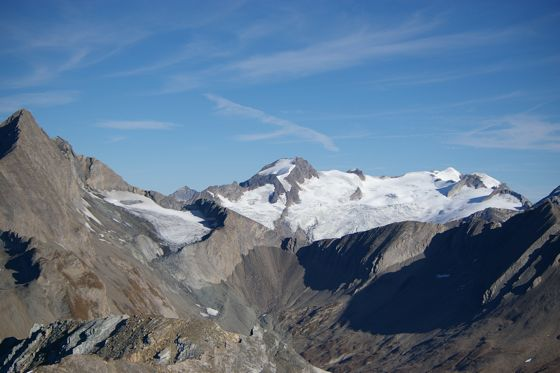

西陶恩阿爾卑斯山脈是歐洲的山脈，屬於中阿爾卑斯山脈的一部分，橫跨奧地利蒂羅爾州、克恩頓州、薩爾茨堡州和意大利特倫蒂諾-上阿迪傑，最高點海拔高度3,798米。